# Charles-Martial-Allemand Lavigerie
Charles-Martial Allemand Lavigerie (Bayonne, 31 ottobre 1825 – Algeri, 26 novembre 1892) è stato un cardinale, arcivescovo cattolico e missionario francese.

## Biografia

### Infanzia
Charles-Martial-Allemand Lavigerie nacque il 31 ottobre 1825, nel comune di Saint-Esprit, Huire, ex diocesi di Aire, ora Bayonne, in Francia. Nacque di una famiglia borghese, figlio di Léon Philippe Lavigerie e Louise Laure Latrihle. Era il maggiore di quattro fratelli, tre maschi e una femmina. Fu battezzato il 5 novembre dello stesso anno della nascita. Il suo secondo nome gli fu dato in onore del nonno.

### Formazione
Dopo aver compiuto gli studi primari, continuò la sua istruzione al Colléège de Saint-Lé a Bayonne, nel Seminario minore di Larressore e poi in quello di Saint-Sulpice a Parigi. Poi si trasferì nelle scuole carmelitane all'Università della Sorbona a Parigi, dove ricevette un dottorato in lettere nel 1850 ed uno in teologia nel 1853. Ricevette anche un dottorato in utroque iure, sia civile che di diritto canonico, con un breve apostolico del 6 dicembre 1861.

### Ordinazione sacerdotale
Venne ordinato presbitero il 2 giugno 1849, a Parigi, da Marie-Dominique-Auguste Sibour, arcivescovo di Parigi. Per quasi sette anni fu professore alla Facoltà teologica di Parigi e nel 1853 venne nominato cappellano di Sainte-Geneviève a Parigi. Nel 1854 divenne professore di storia della Chiesa all'Università della Sorbona e titolare della cattedra nel 1857. Fu direttore del giornale L'Oeuvre des Écoles d'Orient dal 1856 al 1861. Dal 1861 al 1863 fu uditore della Sacra Rota. Divenne prelato domestico di Sua Santità il 20 settembre 1861.

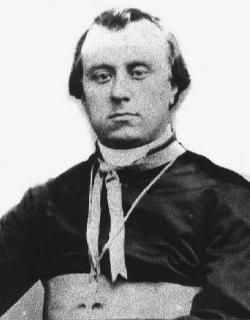
Charles-Martial-Allemand Lavigerie, appena nominato vescovo, nel 1863

### Vescovo ed arcivescovo
Venne eletto vescovo di Nancy e Toul il 16 marzo 1863, e la sua consacrazione episcopale ebbe luogo il 22 marzo 1863 nella chiesa di San Luigi dei Francesi a Roma, dal cardinale Clément Villecourt, vescovo emerito di La Rochelle, assistito da Gustav Adolf von Hohenlohe-Schillingsfürst, arcivescovo titolare di Edessa di Osroene, elemosiniere apostolico di Sua Santità, e da Francesco Marinelli, vescovo titolare di Porfireone, sacrestano di Sua Santità. Il 21 aprile 1863 divenne assistente presso il Trono Pontificio. Venne trasferito alla sede metropolitana di Algeri il 27 marzo 1867. Nel 1868 fondò la Società dei Missionari d'Africa (noto anche come Padri Bianchi o Pères Blancs), e tre anni dopo, nel 1869, la Congregazione delle Suore Missionarie di Nostra Signora d'Africa (o Suore Bianche). Venne nominato amministratore apostolico di Orano il 9 novembre 1875 ed amministratore apostolico del vicariato di Tunisi il 28 giugno 1881.

### Cardinale
Venne creato cardinale nel concistoro del 27 marzo 1882, ricevette la berretta rossa ed il titolo presbiterale di Sant'Agnese fuori le mura nel concistoro pubblico del 3 luglio 1882. Il 10 novembre 1884, papa Leone XIII lo stabilì nell'arcidiocesi di Cartagine, fino ad allora sede titolare, e divenne anche arcivescovo della nuova circoscrizione. Nel 1888, su invito di papa Leone XIII, lanciò la campagna per porre fine alla schiavitù in Africa. Sapeva che per ottenere l'appoggio dei governi dovette mobilitare l'opinione pubblica in Europa. Con questo obiettivo in mente, visitò le capitali d'Europa, dando conferenze a Saint Sulpice a Parigi, a Londra, nella chiesa di Santa Gudula a Bruxelles e a Roma. Mantenne l'attenzione sul fatto che le vittime della schiavitù africana erano soprattutto donne e bambini, facendo appello in particolare alle donne in suo pubblico a far pressione sui loro governi per cambiare la situazione. Il cardinale non solo invitò tutti i cristiani ad impegnarsi in questa campagna, fece anche appello a persone di ampie comunità, e tutto questo sforzo contribuì notevolmente ad ottenere l'approvazione dei governi europei ad eliminare la schiavitù in Africa. Venne nominato amministratore apostolico del neo-eretto vicariato apostolico di Sahara e Sudan il 13 marzo 1891.

### Morte
Morì il 26 novembre 1892, all'una di notte, ad Algeri all'età di 67 anni. I suoi funerali si svolsero ad Algeri. La sua salma venne portata a Tunisi e deposta nel caveau preparato per lui nella cripta della cattedrale metropolitana di Cartagine sulla collina di Byrsa l'8 dicembre 1892. Nel 1964, quando la cattedrale divenne proprietà del governo, le sue spoglie furono trasferite a Roma e sepolte nella cripta della cappella della Società dei Missionari di curia generale di Africa.

## Genealogia episcopale e successione apostolica
La genealogia episcopale è:
- Cardinale Scipione Rebiba
- Cardinale Giulio Antonio Santori
- Cardinale Girolamo Bernerio, O.P.
- Arcivescovo Galeazzo Sanvitale
- Cardinale Ludovico Ludovisi
- Cardinale Luigi Caetani
- Cardinale Ulderico Carpegna

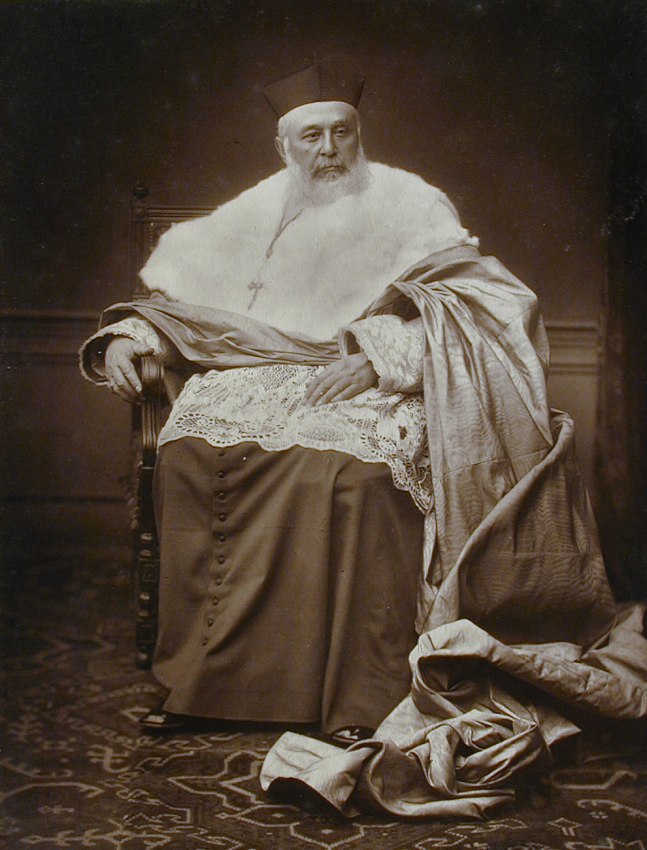
Charles-Martial-Allemand Lavigerie

- Cardinale Paluzzo Paluzzi Altieri degli Albertoni
- Papa Benedetto XIII
- Papa Benedetto XIV
- Papa Clemente XIII
- Cardinale Giovanni Francesco Albani
- Cardinale Carlo Rezzonico
- Cardinale Antonio Dugnani
- Arcivescovo Jean-Charles de Coucy
- Arcivescovo Joseph-Marie-Victoire de Cosnac
- Cardinale Clément Villecourt
- Cardinale Charles-Martial-Allemand Lavigerie

La successione apostolica è:
- Cardinale Joseph-Alfred Foulon (1867)
- Vescovo Félix-Joseph-François-Barthélemy de Las Cases (1867)
- Vescovo Jean-Baptiste-Irénée Callot (1867)
- Arcivescovo Pierre-Jean-Joseph Soubiranne (1872)
- Vescovo Joseph-Jean-Louis Robert (1872)
- Arcivescovo Prosper Auguste Dusserre (1878)
- Arcivescovo Barthélemy Clément Combes (1881)
- Vescovo Noël-Mathieu-Victor-Marie Gaussail (1884)
- Vescovo Spiridion-Salvatore-Costantino Buhadgiar, O.F.M.Cap. (1884)
- Vescovo Léon-Antoine-Augustin-Siméon Livinhac, M.Afr. (1884)
- Arcivescovo Géraud-Marie Soubrier (1886)
- Vescovo Léonce Bridoux, M.Afr. (1888)
- Vescovo Salvator-Alexandre-Félix-Carmel Brincat (1889)